# Petrones (general)
Petrones (grec medieval: Πετρωνᾶς, Petronas; mort l'11 de novembre del 865) fou un destacat general i aristòcrata romà d'Orient de mitjans del segle ix. Era germà de l'emperadriu Teodora i, per tant, cunyat de l'emperador Teòfil, que li concedí la dignitat de patrici i el promogué a drungari del regiment de la Vigla. Després de la mort de Teòfil, contribuí a la fi de la iconoclàstia, però durant la minoria d'edat del seu nebot, Miquel III, Petrones i el seu germà, Bardes, foren apartats del poder en favor del regent, Teoctist. El 855, Petrones i Bardes animaren Miquel a prendre el control del govern. Teoctist fou assassinat, Teodora acabà tancada en un monestir i Bardes esdevingué el ministre en cap de Miquel, mentre que a Petrones li fou encomanada la guerra contra els àrabs. El 863 obtingué una victòria decisiva a la batalla del Lalacaont, un punt d'inflexió que marca l'inici de la puixança romana al teatre oriental. Després de ser nomenat mestre i domèstic de les escoles, morí el 865.